# چندصدایی و یک‌صدایی در سازها
چندصدایی یا پولی‌فونی (انگلیسی: Polyphony) یکی از ویژگی‌های آلات موسیقی است که به این معنی است که این آلات می‌توانند چندین خط ملودی مستقل را به‌طور همزمان اجرا کنند. به سازهایی دارای چندصدایی هستند، ساز چندصدا یا پولی‌فونیک (انگلیسی: polyphonic) گفته می‌شود. سازهایی که قابلیت چندصدایی را ندارند یک‌صدا یا پارافونیک نامیده می‌شوند.

## سینث‌سایزرها

### یک‌صدایی
سینث‌سایزرهای یک‌صدا یا مونوسینث‌ها سینث‌سایزرهایی هستند که در آن واحد تنها قادر به تولید یک نت هستند. این موضوع باعث می‌شود که این دستگاه‌ها نسبت به سینث‌سایزرهای چندصدا، که می‌توانند چندین نت را به‌طور همزمان اجرا کند، کوچک‌تر و ارزان‌تر باشند. این عنوان لزوماً به سینث‌سایزرهایی با یک نوسان‌ساز اشاره ندارد. برای مثال مینی‌موگ دارای سه نوسان‌ساز است که در فواصل دلخواه قابل تنظیم هستند، اما می‌تواند تنها یک نت را در آن واحد پخش کند.

### چندصدایی
نخستین سینث‌سایزرهای چندصدا در اواخر دههٔ ۱۹۳۰ ساخته شدند، اما این مفهوم تا اواسط دههٔ ۱۹۷۰ رایج نشد. واربو فورمانت اورگوئل که در سال ۱۹۳۷ توسط هارالد ساخته شد، نمونه‌ای کهن از یک سینث‌سایزر چندصدای تخصیص صدا بود. نواکورد که در سال ۱۹۳۹ توسط شرکت هموند ارگ عرضه شد نیز محصولی پیشگام از ارگ‌های تقسیم‌کننده فرکانس و سینث‌سایزرهای چندصدا است. این دستگاه از فناوری تقسیم‌کننده اکتاو برای تولید چند صدایی استفاده می‌کند. تا سال ۱۹۴۲ حدود ۱٬۰۰۰ دستگاه نواکورد ساخته شد.